# São Martinho das Chãs
São Martinho das Chãs es una freguesia portuguesa del concelho de Armamar, con 7,21 km² de superficie y 726 habitantes (2001). Su densidad de población es de 100,7 hab/km².